# .cr
.cr és l'actual domini de primer nivell territorial (ccTLD) de Costa Rica. Actiu des de 1999, és administrat per l'Academia Nacional de Ciencias.